# 21 août 2013
 (octobre 2024).
Si vous disposez d'ouvrages ou d'articles de référence ou si vous connaissez des sites web de qualité traitant du thème abordé ici, merci de compléter l'article en donnant les références utiles à sa vérifiabilité et en les liant à la section « Notes et références ».
Le mercredi 21 août 2013 est le 233e jour de l'année 2013.

## Décès
- C. Gordon Fullerton (né le 11 octobre 1936), cosmonaute américain[1]
- Eddy Angulu (né le 10 octobre 1948), homme politique congolais
- Fred Martin (né le 13 mai 1929), footballeur britannique
- Maco Tevane (né le 13 août 1937), personnalité politique et journaliste tahitien engagé dans la sauvegarde de la culture polynésienne
- Mario Volpe (né le 19 octobre 1936), artiste colombien
- Moncef Klibi (né le 16 août 1922), joueur tunisien de football
- Olav Hagen (né le 28 novembre 1921), fondeur norvégien
- Rodolfo Cardoso (né le 25 décembre 1937), joueur d'échecs philippin
- Sid Bernstein (né le 12 août 1918), producteur de musique, agent artistique et promoteur musical américain
- Wellington Burtnett (né le 26 août 1930), joueur de hockey sur glace américain

## Événements
- Massacre de la Ghouta, lors de la guerre civile syrienne
- Fin de Asian Tri-Nations rugby 2013
- Course des raisins 2013
- Publication du roman Au revoir là-haut de Pierre Lemaitre
- Publication du roman Danse noire de Nancy Huston
- Publication du roman Faillir être flingué de Céline Minard
- Publication du roman La Nostalgie heureuse d'Amélie Nothomb
- Publication du roman Le Quatrième Mur de Sorj Chalandon
- Sortie du film américain Percy Jackson : La Mer des monstres
- Sortie du film français Le Prochain Film
- Sortie du jeu vidéo Flashback
- Sortie du jeu vidéo Bit.Trip Presents Runner 2: Future Legend of Rhythm Alien
- Fin de la série télévisée La Diva du divan